# Bengalia kanoi
Bengalia kanoi är en tvåvingeart som beskrevs av Hiromu Kurahashi och Magpayo 2000. Bengalia kanoi ingår i släktet Bengalia och familjen spyflugor.
Artens utbredningsområde är Filippinerna. Inga underarter finns listade i Catalogue of Life.